# Hermann Niehoff (Sportkegler)
Hermann Niehoff (* 1904 in Wernigerode; † 15. Januar 1989 in Lautenthal) war ein deutscher Sportkegler.
Der in Wernigerode gebürtige Niehoff widmete sich bereits frühzeitig dem Sportkegeln. 1936 gehörte er zur deutschen Nationalmannschaft und wurde als Mitglied einer Fünfergruppe Europameister auf Asphalt.